# Волокидін Павло Гаврилович
Павло́ Гаври́лович Волоки́дін (рос. Волокидин Павел Гаврилович, 10 (22) грудня 1877, с. Архарово, Орловська губернія, Російська імперія — 16 березня 1936, Київ, Українська РСР, СРСР) — український живописець, майстер пейзажу, натюрморту, психологічного портрету.

## Життєпис
Народився 22 грудня 1877 в російському селі Архарово.
У 1898-1905 навчався в Одеській малювальній школі (нині — Одеське художнє училище), а у 1905-1906 роках навчався в Петербурзькій академії мистецтв.
З 1907 року жив в Одесі.
У 1922-1934 був професором Одеського художнього інституту, серед його учнів — Григорій Мінський, Тамара Хитрова, Всеволод Цимпаков, Олександр Чемисов.
У 1934-1936 був професором Київського художнього інституту (нині НАОМА — Національна академія образотворчого мистецтва і архітектури).
Похований на Другому Християнському цвинтарі Одеси.

## Творчість
Автор портретів («Курсистка», 1918; «Жіночий портрет», 1924), пейзажів («Херсонська пристань», 1914), натюрмортів («Айстри», 1920; «Квіти в синій вазі», 1934).
Часто мандруючи Україною, зобразив одне з її старовинних міст — Кам'янець-Подільський. Етюд, створений в 1930 у цьому місті, зображує його стародавню архітектуру та сповнений епічного звучання .
В українському мистецтві його ім'я займає одне з найпочесніших місць. Маючи великий живописний талант, він сприймав оточуючий світ поетично і піднесено. Є автором ліричних пейзажів, артистично виконаних натюрмортів, але, як вважає Ігор Шаров, найбільш майстерно проявився його талант у жанрі портрета, де художник завжди намагався розкрити високу цінність людської особистості.
Більшість робіт у 1915-1916 — портретні малюнки. Вони стали важливим етапом у розвитку майстерності, поступово набувають образної виразності. Володіє чіткою легкою лінією, що м'яко моделює форму, вміє підкреслити в портреті найсуттєвіші риси моделі. «Жіночий портрет» (1916), «Портрет професора О. О. Кіпена» (1915). З часом розробляє колористичні та пленерні завдання у складних портретних композиціях. Якщо раніше, створюючи портрет, він, в основному обмежується лише рисуванням обличчя, то тепер, розкриваючи образ, майстер надає великого значення позі і жесту. Художник намагається створити композиційний портрет, до якого вводить елементи пейзажу або інтер'єру, тим самим доповнюючи характер портретованого.